# Řasov
Rybník Řasov o výměře vodní plochy 3,08 ha se nalézá na okraji lesa u silnice II. třídy č. 324 vedoucí z obce Kobylice do Prasku v okrese Hradec Králové. Rybník je využíván pro chov ryb a rybník slouží též jako lokální biocentrum pro rozmnožování obojživelníků.

## Galerie

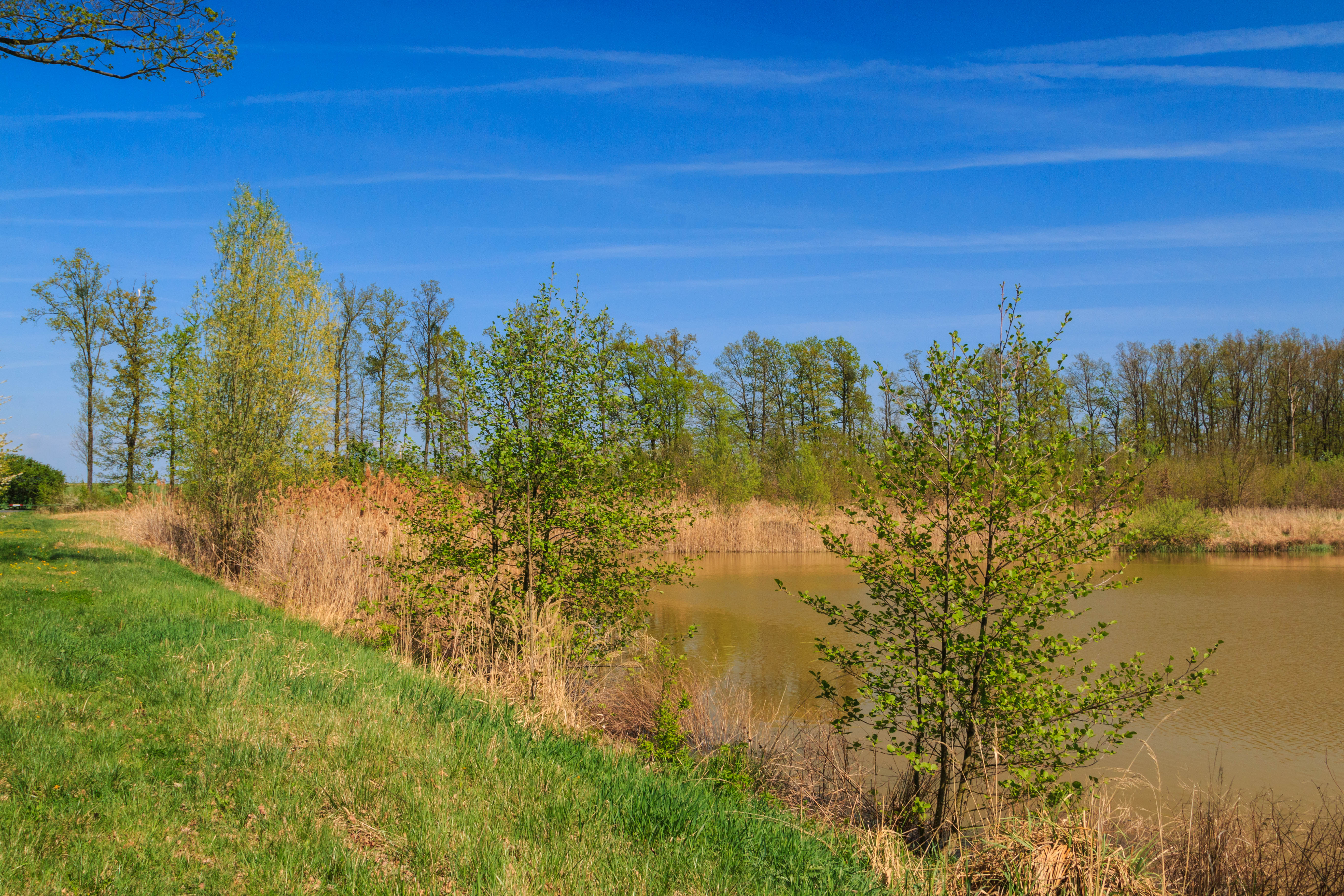
pohled na Rybník Řasov u Kobylic
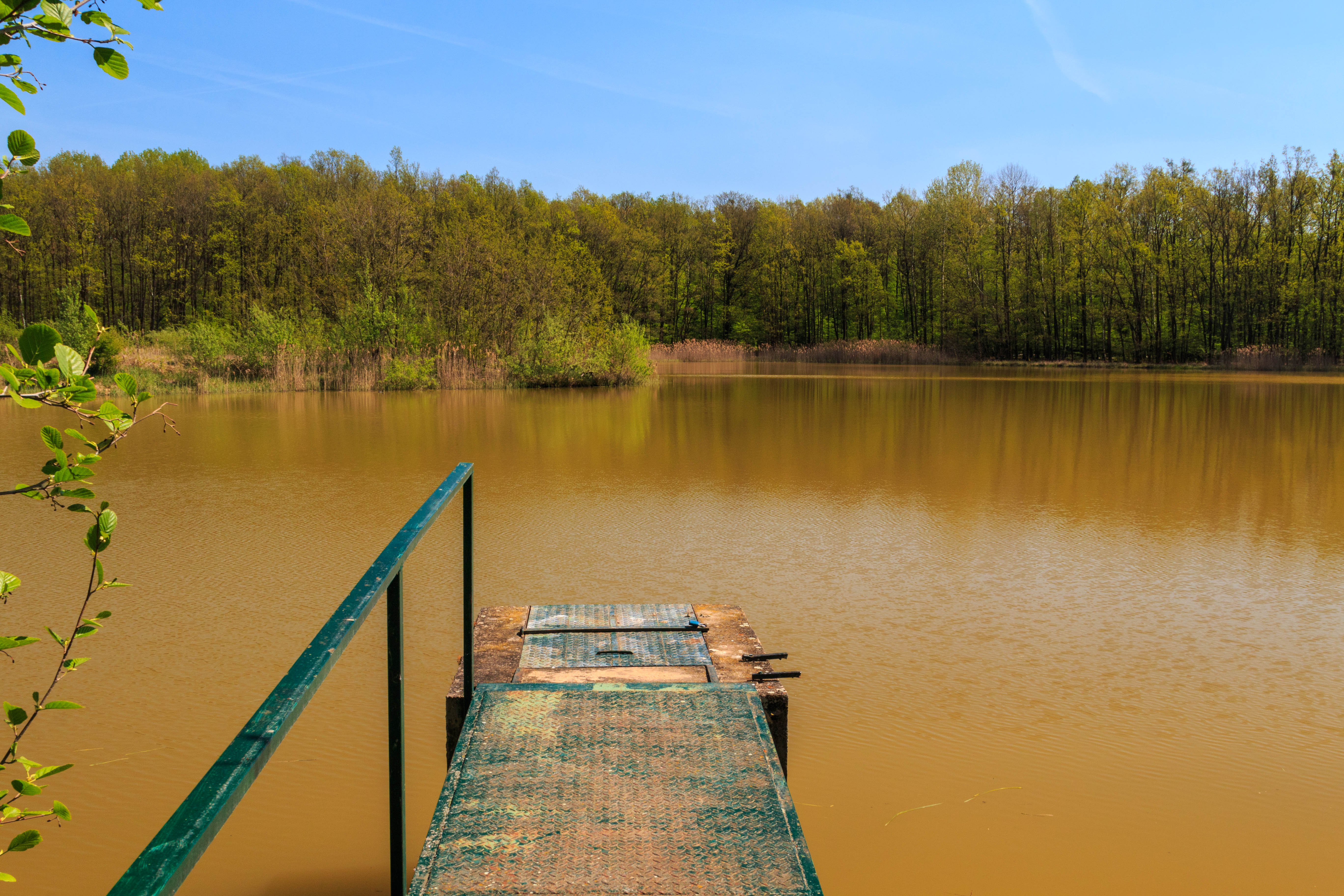
pohled na Rybník Řasov u Kobylic
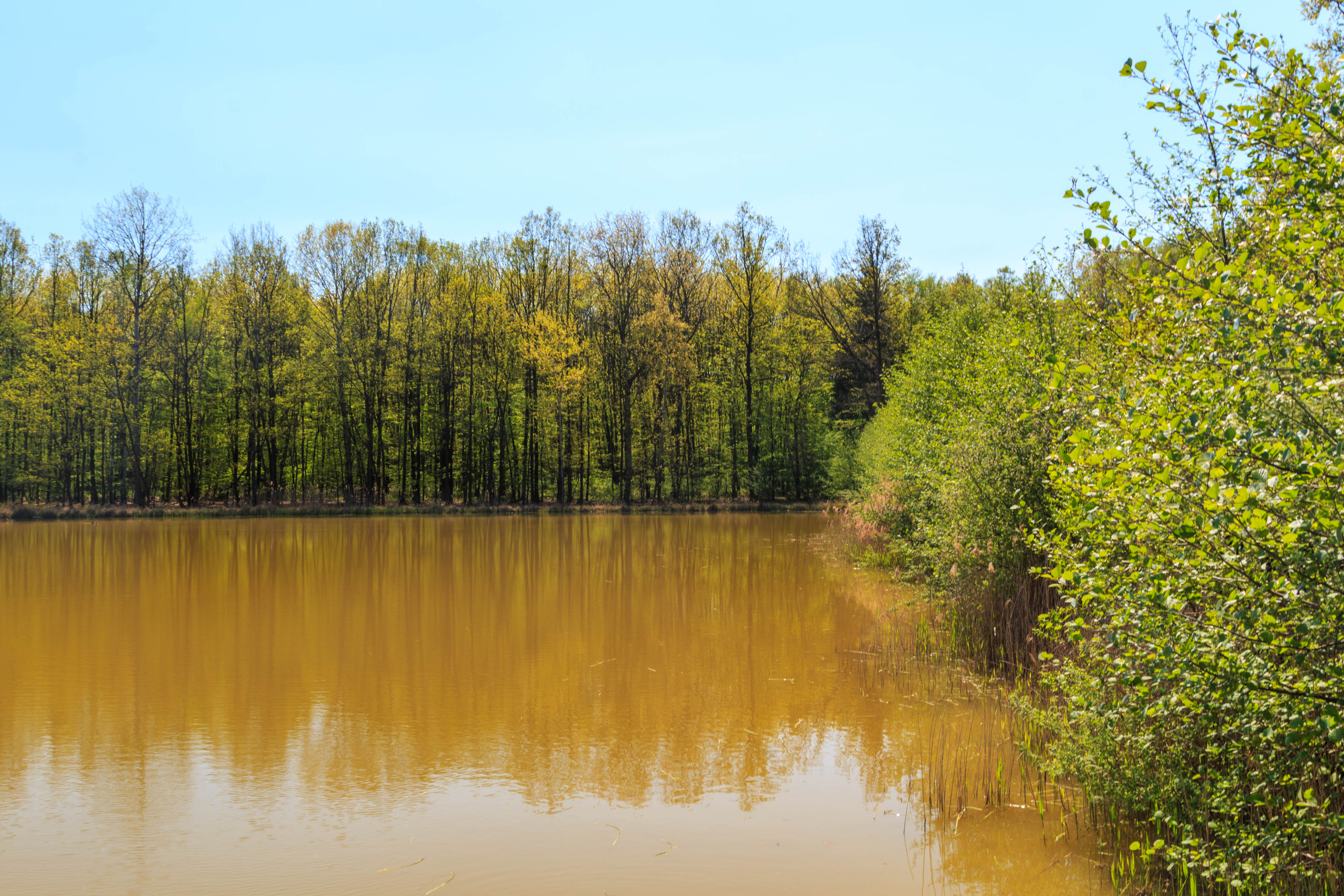
pohled na Rybník Řasov u Kobylic
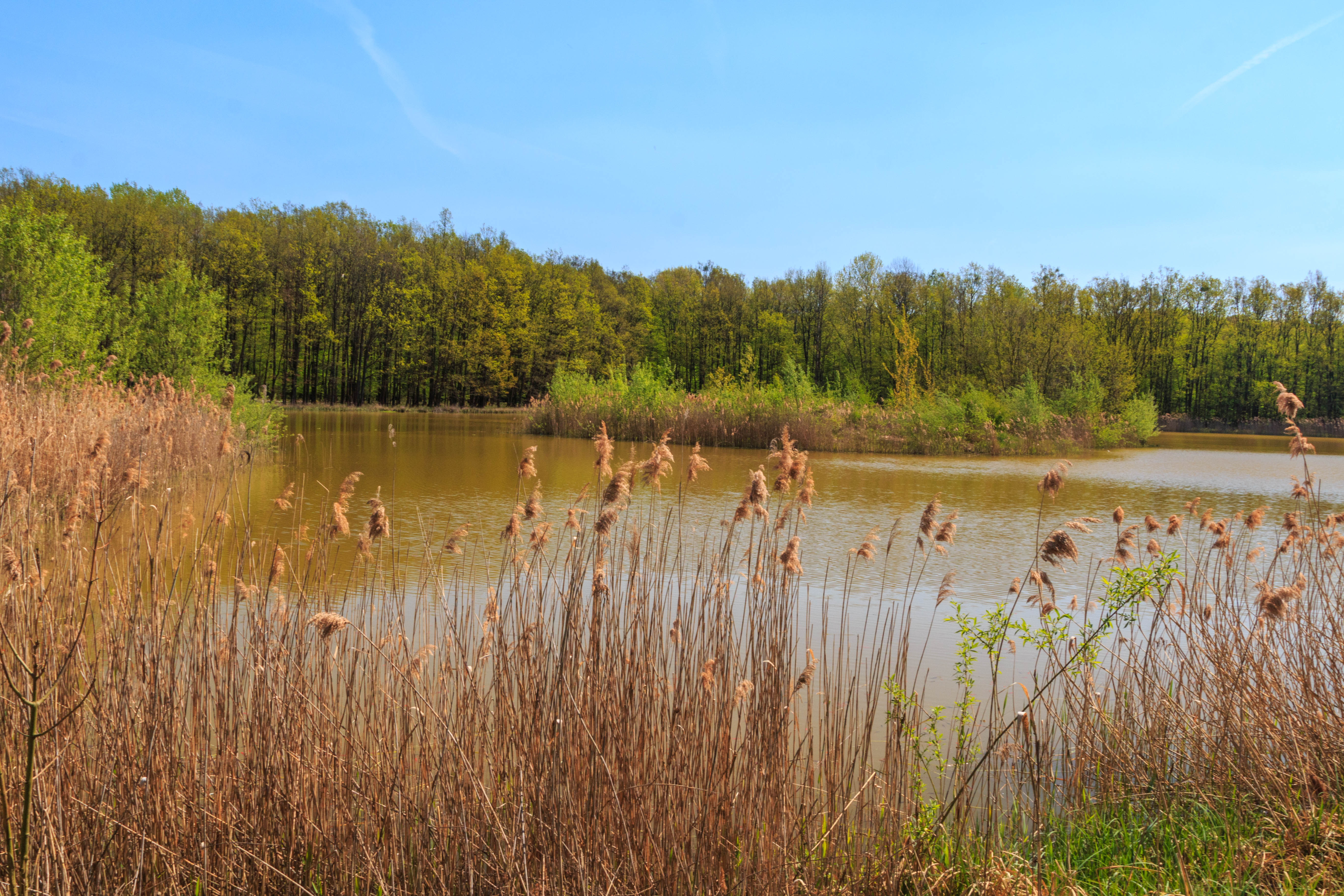
pohled na Rybník Řasov u Kobylic